# Macuelizo (Nicarágua)
Macuelizo é um município da Nicarágua, situado no departamento de Nueva Segovia. Tem 255 km² de área e sua população em 2020 foi estimada em 6.949 habitantes.